# Молодёжка ОНФ
«Молодёжка ОНФ» — молодёжное общественное движение, созданное на базе Общероссийского Народного фронта, целью которого является осуществление общественно полезной деятельности и оперативная помощь населению. Движение пользуется поддержкой президента РФ Владимира Путина.
Отделения движения расположены в 82 субъектах России. Общая численность движения составляет 70 тысяч человек. 

## История
Презентация Молодёжки ОНФ прошла 30 августа 2017 года на всероссийском молодежном образовательном форуме «Таврида–2017». Объявил о создании "Молодёжки ОНФ" Игорь Кастюкевич близкий Сергею Кириенко. Движение позиционировалось как точка сборки для активной молодёжи, которая сможет создавать свои проекты, используя ресурсы ОНФ. Кроме того, "Молодёжка ОНФ" позиционировалась в качестве кадрового лифта для молодых беспартийных людей в органы исполнительной власти. 
С 2018 года Молодёжка ОНФ проводит собственный форум "Рубеж" в Калужской области, выступает соорганизатором на форуме "Евразия" в г. Оренбурге. А с 2019 года проводит форумы "Рубеж", "Новые территории" на базе Сенеж и "Зимний" в Крыму с увеличенным количеством участников. 
С 2019 года в рамках сотрудничества с МЧС России «Молодёжка ОНФ» участвует в помощи по ликвидации последствий чрезвычайных ситуаций в Иркутской, Ростовской областях. Устраняли последствия пожаров в Якутии летом 2021 года, наводнения в Крыму и других регионах России. Сборная команда Молодёжки принимала участие в ликвидации разлива дизельного топлива в Норильске в 2020 году.
С началом пандемии COVID-19 в России, Молодёжка ОНФ одной из первых на постоянной основе начала оказывать помощь населению, стала соорганизатором всероссийской акции взаимопомощи "МыВместе".

## Акции и мероприятия
- «Безопасность детства» — С 2018 года аппарат Уполномоченного по правам ребёнка и «Молодёжка ОНФ» проводят всероссийскую акцию «Безопасность детства»[18]. Добровольцы проверяют состояние городской и сельской инфраструктуры: состояние спортивных и игровых площадок, а также доступ к заброшенным и недостроенным зданиям, в подвалы и на крыши многоквартирных домов. Только за последний год мониторинги по безопасности детства прошли в 69 субъектах страны. Всего «Молодёжкой ОНФ» было проверено 6922 объекта.[19]
- «Снегирь в помощь» — В зимний период участники региональных команд, во время снегопадов, помогают убирать территории домов подшефных пенсионеров, территории госпиталей, которые перепрофилировали, библиотек.
- «Случайный вальс» — Музыкальный флешмоб проводимый на вокзалах, в аэропортах, в парках, скверах, на аллеях и бульварах, в театрах и музеях. Участники акции танцуют вальс под известную композицию Марка Фрадкина «Случайный вальс», предлагая прохожим присоединиться.
- Всероссийская акция «Уха на всю страну» — Участники команды выходят на водоёмы с соблюдением всей техники безопасности на льду, и предлагают рыбакам обменять пойманную рыбу на горячий чай и сладости. Из собранной рыбы на берегу готовится уха, которой угощают всех желающих.
- «В армию на денёк» — Участники команды «Молодёжка ОНФ» в преддверии праздника объявляют челлендж под названием #армейскиебайки. Участники, отслужившие в армии, рассказывают истории, которые произошли с ними во время службы в армии.
- «Поезд Победы» — Вместе с организаторами участники команды «Молодёжки ОНФ» проводили экскурсии по «Поезду Победы» в городах страны.[20]
- Проект #МыВместе — Помощь пожилым и маломобильным людям, а также медикам, сотрудникам социальных учреждений НКО и другим нуждающимся[21]
- #СохранимЛес — это уже традиционная и набравшая популярность во многих российских регионах лесовосстановительная кампания. Её проводит Всероссийское общество охраны природы, Министерство природных ресурсов и экологии Российской Федерации и Федеральное агентство лесного хозяйства в партнёрстве с командой «Молодёжка ОНФ» в рамках национального проекта «Экология».[22]
- Проект «Тренер» — помощь «трудным» подросткам[23]